# Eotetranychus coryli
Eotetranychus coryli är en spindeldjursart som beskrevs av Reck 1950. Eotetranychus coryli ingår i släktet Eotetranychus och familjen Tetranychidae. Inga underarter finns listade i Catalogue of Life.